# Friedrich Kittel
Friedrich Carl Johann Kittel (* 17. September 1833 in Schwerin; † 18. November 1914 ebenda) war ein deutscher Jurist und Verwaltungsbeamter im Großherzogtum Mecklenburg-Schwerin.

## Leben
Friedrich Kittel, Sohn des praktischen Arztes und späteren Medizinalrats Adolph (Carl Heinrich) Kittel (1800–1880), besuchte das Schweriner Gymnasium Fridericianum, wo er am Michaelis 1854 sein Abitur ablegte. Im Anschluss immatrikulierte er sich am 17. Oktober 1854 als Jurastudent an der Georg-August-Universität in Göttingen. Im Wintersemester 1854/55 trat er der Burschenschaft Hannovera bei. Zwischendurch studierte er in Berlin, kehrte jedoch im Mai 1857 für zwei Semester nach Göttingen zurück, bevor er sich am 6. Mai 1858 an der Universität Rostock immatrikulierte.
Nach erfolgreichem Bestehen des Staatsexamens im Jahr 1860 trat er als Advokat in die allgemeine Verwaltung der Domänen ein und wurde zum Amtsauditor in Schwerin ernannt. Im Jahr 1863 wurde er ins Domanialamt Doberan versetzt wo ihm 1864 die Position des Amtsverwalters übertragen wurde. 
Am 11. September 1868 trat er in den Bund der Ehe mit Fanny Wilhelmine Catharine Goesch (1849–1933), die aus Doberan stammte. Das Paar wurde Eltern von drei Kindern. In der Folge erhielt Kittel eine weitere Versetzung und war von 1872 bis 1875 als Amtmann in Stavenhagen tätig.
Von 1880 bis 1907 bekleidete Kittel das Amt des Amtshauptmanns im Domanialamt Bützow-Rühn und wohnte entsprechend im Ersten Beamtenhaus am Schlossplatz in Bützow. In dieser Zeit stieg er zum Landdrost auf. Zu seinen Aufgaben im Amt Bützow gehörte auch die Leitung des polizeilichen Spezialkommissariats sowie die Verwaltung der Domänen und Forsten des Großherzogtums Mecklenburg-Schwerin, obwohl dafür formal das Finanzministerium auf Ministerialebene zuständig war. Ab 1887 engagierte sich Kittel auch ehrenamtlich: Er gehörte dem Vorstand der Stiftung „Hospital zum Heiligen Geist“ in Bützow an. Zum 30. Juni 1907 wurde Friedrich Kittel in den Ruhestand versetzt. Er kehrte nach Schwerin zurück. Am 18. November 1914 verstarb der Landdrost a. D. im Alter von 81 Jahren in der Marienstraße 27, der heutigen August-Bebel-Straße, in Schwerin.

## Auszeichnungen
- Hausorden der Wendischen Krone, Komturkreuz (30. Juni 1907, bei der Versetzung in den Ruhestand)[11]